# 劇画
劇画（げきが）は、漫画の表現技法、もしくは漫画のジャンルの一つである。

## 概要
「劇画」という名称は辰巳ヨシヒロの考案によるものであり、劇画工房の誕生以降の劇画ブームによって世間一般に名称が定着した。
劇画とは、それまでの漫画から一線を画した漫画表現の手法であり、青年向け漫画を子供向けの漫画と異化･区別させるために作られたジャンルでもある。従来の漫画はあくまで子供向けであり、辰巳らは自分たちの作品がそのような評価を受けることを極端に嫌っていた。貸本劇画の読者層は労働者階級の若者であり、また劇画工房のメンバーも同じような階層の若者であった。作風としてはハリウッド映画やハードボイルド小説の影響が大きい。当初は「絵が暗い」「リアルで残酷である」との批判も受けたが、1960年代以降、雑誌への掲載を通じて一般化した。

## 劇画の歴史

### 劇画の誕生
劇画という名称は1957年（昭和32年）末に、名古屋の貸本出版社「セントラル文庫」から出版された漫画短編集『街 12号』に掲載された辰巳ヨシヒロの「幽霊タクシー」で初めてその扉ページに使用されたとされる。以降、辰巳は新しい漫画のジャンルとして「劇画」という名称を積極的に使い始める。
そのころ、大阪の「日の丸文庫」で貸本漫画を描いていた漫画家らは原稿料の不払いに悩んでいた。そこで漫画家同士で団結して出版社との交渉に当たる目的で石川フミヤス、K・元美津、桜井昌一、山森ススム、佐藤まさあき、岩井しげお、鈴木洸史らの7人で漫画制作集団「関西漫画家同人」が結成された。
1959年（昭和34年）1月5日、辰巳ヨシヒロと「関西漫画家同人」所属のうち石川、元美津、桜井、山森、佐藤の5人が大阪の辰巳の実家で会合を持った（連絡が取れなかった岩井、鈴木は不参加）。その際、山森の「自分たちにも『劇画』という名称を使わせてほしい」との要望を受け、辰巳が個人的に使用していた「劇画」を日の丸文庫の漫画家仲間の間で共用することになった。

### 劇画工房
1959年、辰巳ヨシヒロが中心となり、石川フミヤス、K・元美津、桜井昌一、山森ススム、佐藤まさあき、そしてさいとう・たかをら7人で劇画制作集団「劇画工房」が結成される。さいとう・たかをは当初「説画」という名称にこだわっていたが、辰巳の説得に折れて参加することになった。結成時の話し合いに同席していた松本正彦もまた、自らの付けた名称「駒画」にこだわり参加を渋っていたが、4月になってようやくに加入、後に8人体制となる。
活動に先んじて「劇画工房ご案内」と題名された挨拶状（はがき）150枚が、新聞社、出版社や漫画家に向けて送付された。劇画宣言と呼ばれる。この宣言文の宣伝効果は絶大で、漫画業界に「劇画」という言葉が定着する。手塚治虫の元にも届けられ、手塚は後に自伝「ぼくはマンガ家」でこの挨拶状を取り上げている。
この新しいジャンル「劇画」は貸本漫画読者の間でたちまち人気となり、『影』（日の丸文庫）、『街』（セントラル文庫）、『摩天楼』（兎月書房）等、劇画短編集が多数出版され貸本漫画の黄金期が始まることになった。ところが、1959年8月、メンバーは辰巳ヨシヒロ宅に急遽招集され、そこで辰巳ヨシヒロ、さいとう・たかを、松本正彦の3人が「劇画工房」からの脱退を表明、後に解散となる。

### 劇画ブーム
1965年（昭和40年）、当時のトップ漫画家であった手塚治虫がいわゆる「W3事件」で「週刊少年マガジン」の連載を降板するという事件が起こった。編集長の内田勝は手塚の抜けた穴を埋めるべく、貸本劇画で活躍していた劇画家に執筆を依頼。これらの劇画は読者の高い支持を得て、以降、マガジンは劇画路線を推進していくことになる。
劇画の人気を見てとった他の出版社からも次々と劇画雑誌が創刊される。1966年（昭和41年）創刊の「コミックmagazine」（芳文社）を皮切りに、1967年（昭和42年）創刊の「週刊漫画アクション」（双葉社）と「ヤングコミック」（少年画報社）、1968年（昭和43年）創刊の「ビッグコミック」（小学館）、「プレイコミック」（秋田書店）などが挙げられる。それらの雑誌には、貸本から商業雑誌に移行後もヒットを飛ばした、さいとう・たかをや佐藤まさあき、彼らのスタッフだった川崎のぼるや、南波健二、小池一夫、劇画調に作風を変化させた永島慎二や白土三平、つげ義春、新世代の梶原一騎や宮谷一彦、バロン吉元、池上遼一、上村一夫らが執筆し人気を博した。
労働者階級の若者がメインターゲットの読者であった劇画は、当時盛んであった学生運動の熱狂と同期し、「右手に朝日ジャーナル、左手に少年マガジン」としてブームを巻き起こすことになる。貸本劇画誌を前身として1964年に創刊された「ガロ」（青林堂）は全共闘世代の大学生の愛読誌であった。1970年（昭和45年）3月31日によど号ハイジャック事件を起こした赤軍派グループの宣言「われわれは明日のジョーである」は当時の劇画の若者に対する影響力を物語っている。

### ブームの終焉
劇画ブームに対して反発もあり、劇画嫌いで知られる寺田ヒロオはさいとう・たかをに批判文書を送りつけた。
1972年（昭和47年）のあさま山荘事件などの左翼の過激化で学生運動が退潮したと同時に、若者らに支持されていた劇画業界も冷え込んでいった。劇画は「重く」「暑苦しい」ものとして若者らから敬遠されるようになり、それまで人気を誇っていた劇画雑誌は1970年代中頃より急激に部数を落としていった。ヤングコミックの編集者であった岡崎英生によると劇画雑誌の衰退は、三流劇画誌（エロ劇画誌）の流行や、1979年（昭和54年）6月に創刊された「週刊ヤングジャンプ」（集英社）や1980年7月に創刊の「週刊ヤングマガジン」（講談社）といった新しい青年漫画雑誌の影響が大きいとしている。
1970年代後半にオイルショックを脱し景気回復が進む時期には、少年ジャンプのような奇想天外でスケールが大きい話や、少年サンデーのようなラブコメが台頭した。また劇画の世界でも、ニューウェーブ漫画を含む、劇画の手法を取り入れた新しい漫画の登場で、従来型の劇画は淘汰されていった。

### 劇画の現在
劇画ブーム後も生き残ったベテランや、その後デビューした劇画家によって今も作品は描かれているが、「ジャンルとしての劇画」は低迷している。1995年（平成7年）には辰巳ヨシヒロが自伝漫画である『劇画漂流』を発表。自らの経歴を振り返ると共に、ブーム以降に誤解された劇画のイメージを回復させるべく活動した。現在の漫画の多くは少なからず劇画の影響下にあるが、漫画と劇画を分離して呼称するという提唱は未だに実現しておらず、包括的な呼称としてなお漫画が用いつづられている。

## 劇画の表現技術
劇画の技術的な手法としては、カメラワークを使ったコマ割りが挙げられる。俯瞰や煽りで三人称視点を取り入れたダイナミックな視点からの描写（それまでの漫画の視点はほぼ正面固定だった）、人物のアップによる内面心理描写（それまでの漫画の世界では人物のアップは手抜きと見なされていた）などがある。また、太字で強調された擬音や、効果線、集中線を使った演出、同じシーンを連続的にコマに描くことによって時間経過を圧縮する演出なども劇画工房の開発によるものである。
劇画工房はハリウッド映画を参考にこれらを漫画技法として開発したのであり、このような革新的な表現が許されたのは、彼らが主に執筆していた日の丸文庫の「表紙以外は自由に描かせる」という放任主義の成果、日の丸文庫の専務で漫画編集をしていた山田喜一が映画に対して理解が深かったおかげとされる。

これらの技法はすぐに模倣されて漫画の一般的な技法として定着し、劇画の独自手法として見なされなくなってしまったため、世間一般には後の劇画雑誌ブームの際に流行した「描線の多いリアルタッチな画風の漫画が劇画である」というステレオタイプなイメージが残った。

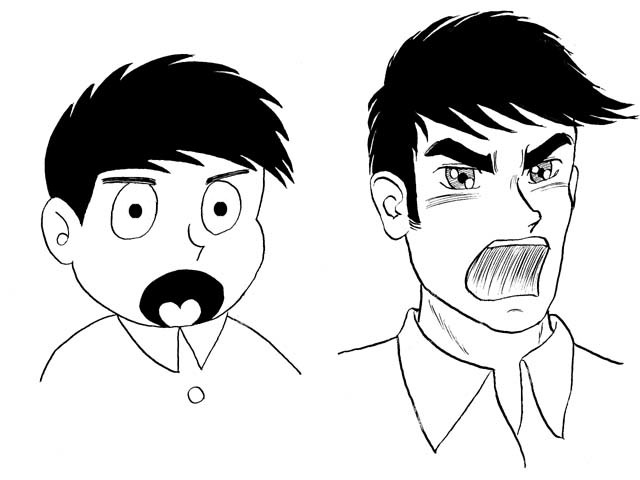
漫画的な絵（左）と劇画的な絵（右）（ステレオタイプなイメージ）

さいとう・たかを曰く、「本来、絵は劇画の条件には含まれていない、デフォルメされた絵、少年・少女向けの絵でも構わないもの」であった。ところが「劇画黎明期を支えた面々が第一線から消え、さいとうのみが残ってしまったため、さいとう調の絵が「劇画」だと世間が誤解し、定着してしまった」という。事実、劇画黎明期を支えた代表的作家辰巳ヨシヒロや松本正彦の絵は一般的な「劇画調」のイメージとは異なるし、一般的には劇画家の範疇に含まれないつげ義春や水木しげるも若い頃には貸本劇画を手がけている。

## 主な劇画作家
概ね生年順
- 白土三平（『カムイ伝』など）
- 小島剛夕（『子連れ狼』など）
- 川崎のぼる（『巨人の星』など）
- さいとう・たかを（『ゴルゴ13』、『バロム・1』など）
- 平田弘史（『座頭市』『薩摩義士伝』など）
- 佐藤まさあき（『堕靡泥の星』など）
- 辰巳ヨシヒロ（『劇画大学』など）
- トチボリ茂（『クレイジー海底軍艦』など）
- 南波健二（『タックル猛牛シリーズ』『アタックアクション』『ジャンプ獅子』など）
- バロン吉元（『柔侠伝』シリーズなど）
- ありかわ栄一（『アイアンマッスル』『挑戦資格』など。後に園田光慶に改名）
- 下元克己（『ゴキブリ野郎』『快男児ゴリ一平』など）
- 池上遼一（『I・餓男（アイウエオボーイ）』『男組』『クライング フリーマン』など）
- かわぐちかいじ（『沈黙の艦隊』『ジパング』『太陽の黙示録』など）
- 叶精作（『実験人形ダミー・オスカー』など）
- ながやす巧（『愛と誠』など）
- 一ノ関圭（『らんぷの下』など）
- 寺沢武一（『コブラ』『ゴクウ』など）
- 長谷川法世（『博多っ子純情』など）
- 星野之宣（『宗像教授シリーズ』『ヤマタイカ』など）